# Platinum Hits (álbum de Jason Derulo)
Platinum Hits, es el primer álbum de grandes éxitos del cantante estadounidense Jason Derulo, publicado el 29 de julio de 2016. El álbum contiene 11 sencillos previamente publicados de Jason Derulo (2010),Future History (2011),Tattoos (2013),Talk Dirty y Everything Is 4 (2015), junto con la nueva canción titulada "Kiss the Sky".

## Antecedentes y liberación
El lanzamiento de Platinum Hits fue anunciado por Derulo el 29 de junio de 2016. El álbum de compilación consiste en todos sus sencillos que han sido certificados por RIAA platino o multiplatino por RIAA.

## Promoción
"Kiss the Sky" fue lanzado como un sencillo promocional del álbum, y también está previsto que aparezca en la banda sonora de la película de animación de 2016 Storks.

## Desempeño comercial
El álbum debutó en el número 83 de Billboard 200 con 7.000 unidades de álbum equivalentes, vendiendo 2.000 copias en su primera semana.

## Lista de canciones
| N.º | Título                                     | Escritor(es)      | Productor(es)    | Duración |  |
| 1.  | «Want to Want Me» (de Everything Is 4)     | Jason Desrouleaux | Ian Kirkpatrick  | 3:27     |  |
| 2.  | «Talk Dirty» (con 2 Chainz; de Talk Dirty) | Desrouleaux       | Ricky Reed       | 2:57     |  |
| 3.  | «Wiggle» (con Snoop Dogg; de Talk Dirty)   | Desrouleaux       | Ricky Reed       | 3:13     |  |
| 4.  | «Trumpets» (de Talk Dirty)                 | Desrouleaux       | Jon Bellion      | 3:37     |  |
| 5.  | «Whatcha Say» (de Jason Derulo)            | Desrouleaux       | J.R. Rotem       | 3:42     |  |
| 6.  | «Ridin' Solo» (de Jason Derulo)            | Desrouleaux       | J.R. Rotem       | 3:36     |  |
| 7.  | «It Girl» (de Future History)              | Desrouleaux       | Emanuel Kiriakou | 3:12     |  |
| 8.  | «Marry Me» (de Talk Dirty)                 | Desrouleaux       | Jonas Jeberg     | 3:45     |  |
| 9.  | «The Other Side» (de Talk Dirty)           | Desrouleaux       | Ammo             | 3:47     |  |
| 10. | «Don't Wanna Go Home» (de Future History)  | Desrouleaux       | The Fliptones    | 3:26     |  |
| 11. | «In My Head» (de Jason Derulo)             | Desrouleaux       | J.R. Rotem       | 3:18     |  |
| 12. | «Kiss the Sky»                             | Desrouleaux       | Thomas Troelsen  | 3:42     |  |

## Listas
| Listas (2016)                  | Mejor posición |
| ------------------------------ | -------------- |
| Bélgica (Ultratop flamenca)    | 97             |
| Países Bajos (Album Top 100)   | 98             |
| España (PROMUSICAE)            | 74             |
| Reino Unido (UK Albums Chart)  | 52             |
| Estados Unidos (Billboard 200) | 83             |